# Margareta Klopstock
Margareta "Meta" Klopstock (ur. 16 marca 1728 w Hamburgu, zm. 28 listopada 1758 tamże) – niemiecka poetka i pisarka okresu rokoko oraz sentymentalizmu.

## Życiorys
Była najmłodszą córką kupca Petera Mollera (zm. 1735). Wykazywała się talentem językowym, znała francuski, angielski, włoski i łacinę. Była wyznania ewangelickiego.
Po śmierci ojca matka Margarety ponownie wyszła za mąż. Do 1754 Margareta mieszkała u najstarszej siostry Elisabeth (1722–1788), żonatej z kupcem Benedictem Schmidtem.
W 1750 Margareta przeczytała pierwsze 3 pieśni Mesjady Friedricha Gottlieba Klopstocka. W kolejnym roku za pośrednictwem przyjaciela Nikolausa Dietricha Giseke poznała autora. Spotkali się w Hamburgu i od tej pory zaczęli korespondować. W dniu 10 czerwca 1754 Margareta i Friedrich wzięli ślub w Kopenhadze. Poeta uwiecznił żonę w postaci Cidli, bohaterki licznych od. Liczył się z krytyką twórczości, o którą prosił żonę. Wywierała ogromny wpływ na twórczość męża.
Margareta była szanowana w środowisku artystycznym Hamburga. Przyjaźniła się z Johannem Adolfem Schlegelem, Karlem Christianem Gärtnerem, Johannem Arnoldem Ebertem i Johannem Wilhelmem Ludwigiem Gleimem. Od 1757 korespondowała z Samuelem Richardsonem.
Zmarła przy porodzie w wieku 30 lat. Syn urodził się martwy. Oboje 15 czerwca 1759 zostali pochowani na cmentarzu przy kościele Christianskirche w Ottensen. Siostra Margarety, Elisabeth Schmidt, wraz z Cathariną Margarethą Dimpfel z Mollerów 6 grudnia 1759 posadziły przy grobie dwie lipy. Zachowała się jedna z nich.
W 15. pieśni Mesjady pojawia się opis śmierci Cidlis, który Klopstock oparł na śmierci żony. Kiedy w 1803 zmarł, został pochowany obok żony i syna.

## Twórczość literacka
Wydawała swoje pisma pod pseudonimem Margaretha. W listach między małżonkami, które się zachowały, widać typowe cechy okresu rokoko: figlarne formy, zefiry, gracje, sylfy, gołębica anakreontyczna. Tematem często była radość życia, zabawa na sankach, jazda na łyżwach. Flirt to podstawą wielu listów miłosnych między małżonkami. Jednocześnie w listach Margarety zauważyć można wrażliwość, sentymentalną poetykę (nagromadzenie emocjonalnych wykrzykników) oraz narastający z czasem realizm opisów i liczne anegdoty.
Margareta nie planowała publikacji listów, choć są one, jak generalnie epistolografia epoki, artystycznymi dziełami, które czytało się w kręgu znajomych}. Jest uważana za najwybitniejszą autorkę listów swoich czasów.
W 1757 napisała sentymentalny dramat Der Tod Abels (Śmierć Abla). W tym samym roku powstały Briefe von Verstorbenen an Lebendige (Listy od zmarłych do żywych).
W 1759 ukazały się pisma Margarety: hymny i dialogi, m.in. rozmowy z mężem o motywach twórczości literackiej. W 1816 opublikowano jej esej Ein Brief über die Moden (List o modzie) krytykujący ludzką próżność.
Została na nowo odkryta w 1950.